# Noce macadamia

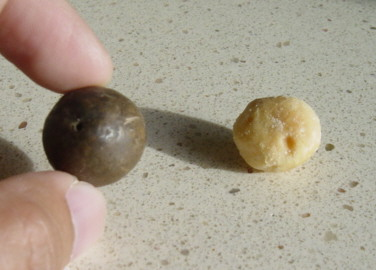
Noce macadamia nel suo guscio e una noce tostata

La Noce macadamia è il frutto di un paio di specie (Macadamia integrifolia, e Macadamia tetraphylla) di alberi tropicali del genere Macadamia originario del Queensland, regione nel nord-est australiano.

## Storia
La noce di macadamia è consumata da almeno 5000 anni dagli aborigeni, le popolazioni autoctone australiane. I coloni europei l'hanno scoperta e descritta nel 1857. I due botanici che compirono degli studi di identificazione su tali piante furono John McAdam (1827-1865) con la spedizione di Burke e Wills e il tedesco Ferdinand von Mueller (1825-1896).

## Sfruttamento
La noce macadamia è commestibile, è coltivata e commercializzata alle isole Hawaii dove sono stati importati gli alberi australiani nel 1881. Esiste una specie di minore qualità (Teraphile) che viene coltivata in Sudafrica, nella Costa Rica, in Brasile e in California. Alcune specie di Macadamia sono tossiche per l'alimentazione umana per la presenza di glicosidi cianogenici (M. whelanii e M. ternifolia).

## Caratteristiche
La noce macadamia è formata da una mandorla rotonda racchiusa all'interno di un guscio di colore nocciola molto resistente e duro. Per aprirne il guscio sono necessari all'incirca 2000 kPa, ma se viene conservata per qualche tempo in un luogo fresco e asciutto (causando però la perdita di molti dei suoi pregi nutrizionali), è più facile spaccarne il guscio protettivo utilizzando anche un giravite. Per poter aprire il guscio può essere utile anche individuare la linea di giuntura tra i due gusci, infilarvi all'interno un coltello su cui si farà forza battendovi un martello. Così facendo la noce si apre e la mandorla può essere rimossa dal suo interno. 
Il suo sapore ricorda quello della noce di cocco.

## Noce oleosa
La noce di macadamia è un frutto molto ricco d'olio (75% con all'incirca il 59% acidi grassi monoinsaturi), di minerali, carboidrati, calcio, fosforo, proteine e vitamine A, B1 e B2 ed E. La noce contiene anche flavonoidi, composti diffusi nel mondo vegetale, con proprietà antiossidanti e anticancerogene.
L'estrazione dell'olio che si esegue esclusivamente per pressione a freddo e filtraggio, viene praticata sia per l'industria alimentare sia per quella cosmetica. È anche un ottimo olio da massaggio e ha un sapore molto gradevole, senza oltrepassare il 2% di acidità. In ragione del suo alto potere di penetrazione, previene efficacemente il rinsecchimento della pelle.

### Composizione media in acidi grassi[18][19]
- Acidi grassi saturi:
  - acido palmitico C16:0 dal 7% al 10%.
  - acido stearico C18:0 dal 2% al 4%.
  - acido arachidico C20:0 2%
- Acidi grassi insaturi:
  - acido palmitoleico C16:1 dal 14% al 24%.
  - acido oleico C18:1 dal 57% al 67%.
  - acido linoleico C18:2  2% (famiglia degli omega 6).